# عزبة زكي
عزبة زكي هي إحدى العزب التابعه لقرية كفر الترعة الجديد، مركز شربين، محافظة الدقهلية مصر.
تقع العزبه على طريق 18 شربين دمياط الزراعي ويفصلها عن كفر الترعه الجديد مزلقان عزبه زكي ومن الجهه اليمنى تحدها عزبة محطة راس الخليج ومن الخلف عزبه تسمى عزبه نمره واحد او عزبه الشركه والعزبه تابعه للوحده المحليه بقريه راس الخليج

الخدمات المتوفره داخل هذه العزبه مستوصف عزبة زكي الطبي والمجمع الخيري  ومدرسه عزبة زكي للتعليم الاساسي ابتدائي واعدادي حيث كان لا يوجد اي مدارس في هذه العزبه لكن بمجهود الاهالي تم التبرع ب 14 قيراط وتم انشاء المدرسه وتم افتتاحها سنه 2017